# Crocidura ultima
Crocidura ultima — вид ссавців родини Soricidae. Це ендемік округу Ньєрі в центральній Кенії. Його природним середовищем існування є тропічний вологий гірський ліс на висоті приблизно 1524 метри.